# Segaj, Alba
Segaj este un sat în comuna Vidra din județul Alba, Transilvania, România. La recensământul din 2002 avea o populație de 26 locuitori.